# Medalla al Mérito en la Investigación y en la Educación Universitaria
La Medalla al Mérito en la Investigación y en la Educación Universitaria es una condecoración civil española creada mediante el Real Decreto 1025/1980, de 19 de mayo, "destinada a recompensar a personas y entidades que hayan destacado en el desarrollo y fomento de la educación universitaria y la investigación científica y técnica".

## Grados
La Medalla al Mérito en la Investigación y en la Educación Universitaria cuenta con tres categorías: 
- Medalla de Oro
- Medalla de Plata
- Medalla de Bronce

Las Medallas de Oro se otorgan mediante real decreto a propuesta del ministro de Universidades e Investigación o titular del departamento responsable de estos campos, y sancionadas por el rey. Las Medallas de Plata o Bronce se conceden mediante orden ministerial.
Existe un Consejo Asesor de esta condecoración con la misión de asesorar al ministro sobre los méritos de las personas o entidades propuestas para la misma. Este Consejo se compone de una presidente, el subsecretario del Ministerio de Universidades e Investigación o departamento responsable de estos campos; diez vocales, uno es el presidente del Consejo Superior de Investigaciones Científicas, cuatro son rectores designados por el Ministerio, otros cuatro personalidades relevantes de la universidad o investigación nombrados por el Ministerio, y tres representantes de los miembros de esta distinción, uno por cada una de sus categorías (oro, plata y bronce).

## Descripción de las insignias
Esta condecoración cuenta con una misma insignia en todas sus categorías. Su anverso posee forma de cartela, decorada con ramas de laurel y rematada con la corona real española. En la parte central de la cartela, aparece representado el escudo de España, de forma ovalada y adornado con un borde exterior azul con filetes metálicos en la que puede leerse la expresión "Al mérito en la investigación y en la educación universitaria". La cartela está realizada en el metal propio de cada categoría, mientras que el escudo, el forro de la corona y el borde se encuentran esmaltados. En el reverso se muestra un retrato del rey Alfonso VIII de Castilla rodeado por un borde idéntico al mencionado en el anverso con la inscripción "Adephonsvs VIII. Rex. Stvdivm. Palemtinvm. A.D. MCCVIII. instititvit" ya que este soberano fundó la primera universidad en España, el Estudio General de Palencia, en el año 1208.
La insignia de las medallas se porta sobre el cuello, sujeta con una hebilla pendiente de un cordón doble, trenzado, de color verde y blanco, que ha sustituido una cinta con los mismos colores.
Las categorías de oro y plata también cuentan con una placa, fabricada en el metal correspondiente, compuesta de ráfagas que se coloca en el lado izquierdo del pecho. Sobre la placa, sobrepuesta, se encuentra situado el anverso de la medalla. También se entregan las insignias de todas las categorías reproducidas en forma de miniaturas para que puedan mostrarse en la solapa o sobre tejido.

## Desposesión de distinciones
El agraciado con cualesquiera de las categorías que haya sido sentenciado por la comisión de un delito doloso o pública y notoriamente haya incurrido en actos contrario a las razones determinantes de la concesión de la distinción podrá, en virtud de expediente iniciado de oficio o por denuncia motivada, y con intervención del Fiscal de la Real Orden, ser desposeído del título correspondiente a la distinción concedida, decisión que corresponde a quien la otorgó.

## Galardonados
- 2020 — María José Alonso Fernández.[3]

[Medalla de Plata].
- 2020 — Luis Enjuanes Sánchez.[4]

[Medalla de Plata].
- 2020 — Mariano Esteban Rodríguez.[5]

[Medalla de Plata].
- 2019 — Santos Juliá Díaz.[6]

[Medalla de Oro], [a título póstumo].
- 2019 — Emilio Lledó Íñigo.[7]

[Medalla de Oro].
- 2019 — Margarita Salas Falgueras.[8]

[Medalla de Oro], [a título póstumo].
- 2019 — María Dolores Cabezudo Ibáñez.[9][10]

[Medalla de Oro].
- 2019 — María Vallet Regí.[11]

[Medalla de Oro].
- 2010 — Santiago Grisolía García.[12]

[Medalla de Oro].